# Purcelliana
Genre
Purcelliana est un genre d'araignées aranéomorphes de la famille des Prodidomidae.

## Distribution
Les espèces de ce genre se rencontrent en Afrique du Sud et en Namibie.

## Description
Les mâles mesurent de 1,68 à 3,3 mm et les femelles de 1,92 à 3,76 mm.

## Liste des espèces
Selon World Spider Catalog (version 23.0, 14/02/2022) :
- Purcelliana cederbergensis Rodrigues & Rheims, 2020
- Purcelliana kamaseb Rodrigues & Rheims, 2020
- Purcelliana khabus Rodrigues & Rheims, 2020
- Purcelliana problematica Cooke, 1964

## Systématique et taxinomie
Ce genre a été décrit par Cooke en 1964 dans les Prodidomidae. Il est placé dans les Gnaphosidae par Azevedo, Griswold et Santos en 2018 puis dans les Prodidomidae par Azevedo, Bougie, Carboni, Hedin et Ramírez en 2022.

## Étymologie
Ce genre est nommé en l'honneur de William Frederick Purcell.

## Publication originale
- Cooke, 1964 : « A revisionary study of some spiders of the rare family Prodidomidae. » Proceedings of the Zoological Society of London, vol. 142, no 2, p. 257-305.